# Thalía (1990)
„Thalia“ е дебютният албум на Талия. Албумът е продуциран от Алфредо Диаз Ордаз и издаден само в Мексико от Fonovisa през 1990. В албумът преобладават жанровете от 80-те години – рок, поп, джаз. Синглите „Saliva“ и „Un Pacto Entre Los Dos“ предизвикали скандали поради съдържанието на текстовете им, но донесли голям успех на Талия и днес се считат за едни от нейните „класики“, заедно с „Amarillo Azul“.

## Песни
1. El Baile De Los Perros Y Los Gatos
2. Libertad De Expresion
3. Amarillo Azul
4. Aerobico
5. Pienso En Ti
6. Saliva
7. Un Pacto Entre Los Dos
8. Thali'sman (Talisman)
9. El Poder De Tu Amor
10. La Tierra De Nunca Jamas

## Сингли
Un Pacto Entre Los Dos(#1)
Saliva(#8)
Amarillo Azul(#1)
Pienso En Ti(#10)